# Catasetum macrocarpum
Catasetum macrocarpum é uma das espécies de orquídeas pertencentes ao gênero Catasetum , descrito primeiramente por Rich. ex Carl Kunth em 1820. Este gênero contem mais de 60 espécies conhecidas. O nome Catasetum se origina do grego kata, que significa "embaixo", e do latim seta, referindo-se a dois prolongamentos na base da coluna da flor, em forma de seta.

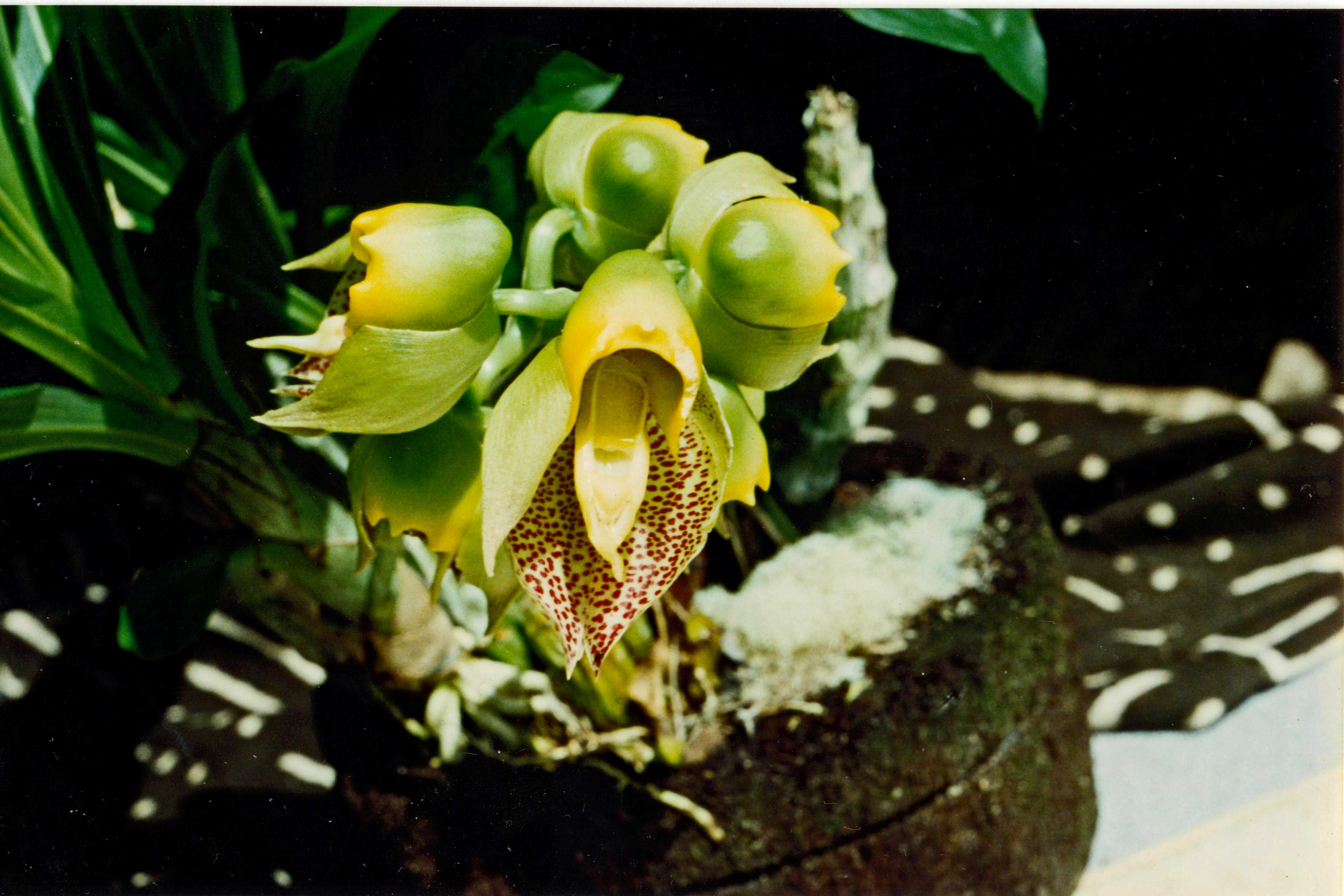
Catasetum macrocarpum

A orquídea Catasetum macrocarpum apresenta dimorfismo sexual, tendo indivíduos com flores femininas e indivíduos com flores masculinas. Esta espécie pode ser encontrada em áreas sombrias no interior das florestas, em troncos envelhecidos e úmidos. Também estão presentes na parte superior de palmeiras e em galhos elevados de árvores.

## Distribuição
Esta espécie distribui-se desde o Caribe até o norte da Argentina. Mais precisamente, pode ser encontrada em Trinidad y Tobago, Peru, Equador, Suriname, Guianas, Venezuela, Brasil, Colômbia, Paraguai e Argentina. No Brasil, são registrados espécimes nas regiões Norte, Nordeste, Centro Oeste e Sudeste.

### Habitat
Trata-se de uma planta epífita presente em muitos ecossistemas brasileiros, incluindo florestas de terra firme, florestas ribeirinhas, igapós, campinas, cerrados, campos rupestres, savanas e lagos artificiais.

## Descrição
Suas flores têm um suave e agradável perfume. Através de um complexo processo, a polinização ocorre quando abelhas do tipo euglossini visitam suas flores e carregam sem perceber, polén grudado em suas costas, distribuindo o material genético entre as plantas.
Uma característica singular é que esta orquídea costuma florir duas vezes seguidas, sendo a primeira haste normalmente composta por flores machos. Um ou dois meses após este primeiro florescimento, a mesma planta da origem a uma nova haste floral, desta vez contendo flores fêmeas.